# Godofredo II de Provenza
Godofredo II (también Josfred o Josfredus; m. 13 de febrero de 1067) fue el primer conde de Forcalquier tras la muerte de su padre Fulco Beltrán en 1062. Su hermano mayor Beltrán II heredó Provenza, pero no el título de margrave. El propio Godofredo es contado a menudo entre los co-condes de Provenza de la época. No es seguro de que su región de Forcalquier fuese considerada como una entidad diferente y no meramente una demesne provenzal a su cargo.
Suscribió una carta de sus hermanos el 14 de febrero de 1064. Su esposa fue Ermengarda, pero no se le conocen hijos.